# Husk O’Hare
Anderson „Husk“ O’Hare (* 27. Oktober 1896 in Chicago; † 19. April 1970 ebenda) war ein US-amerikanischer Jazz-Bandleader und Impresario.
O’Hare war nach seiner Armeezeit 1921 als Buchungsmanager an der ersten Plattenaufnahme der Friar’s Society Orchestra beteiligt, die dann als New Orleans Rhythm Kings in Chicago tätig waren. Bald darauf gründete er in Chicago seine erste Formation Blue Friars, der er schon bald den Namen O’Hare's Red Dragons gab; sie war vor allem im Mittelwesten der USA aktiv und wurde eine der Pionier-Gruppen bei den ersten Radioübertragungen. Viele seiner Musiker stammten aus der Chicagoer Austin High Gang.  Zu den Musikern dieser Band, die 1925/26 bestand, gehörten u. a. Jimmy McPartland, Bud Freeman, Frank Teschemacher, Bix Beiderbecke, Floyd O’Brien, Dave Tough, Dave North, Jim Lanigan, Arnold Sweatman, Harry O’Connor und Franklyn March. Sie spielten u. a. in Cleveland, Pittsburgh, Atlantic City und Baltimore. Plattenaufnahmen entstanden für die Label Gennett und Decca.
Weitere Mitglieder seiner Bands waren Husk O’Hare and His Footwarmers (1928) und Husk O’Hare Wolverines, als Dick Voynow die Rechte an dem Namen „Wolverine Orchestra“ an Husk O’Hare verkaufte, der dann am Ende der Dekade verschiedene Ensembles unter diesem Namen vermarktete. Als Manager betreute O’Hare Ende der 1920er Jahre zeitweise zwanzig Bands. Wenigstens bis 1941 war O’Hare mit eigenen Bands auf Tournee; er zog sich dann völlig aus der Musikszene zurück.